# سيندي ساندر
سيندي ساندر (بالفرنسية: Cindy Sander)‏ هي مغنية فرنسية، ولدت في 31 مارس 1978 في Creutzwald ‏ في فرنسا.

## وصلات خارجية
- سيندي ساندر على موقع IMDb (الإنجليزية)
- سيندي ساندر على موقع ميوزك برينز (الإنجليزية)
- سيندي ساندر على موقع ديسكوغز (الإنجليزية)
- سيندي ساندر على موقع قاعدة بيانات الفيلم (الإنجليزية)
- سيندي ساندر على موقع كينوبويسك (الروسية)